# 卡爾·法布里蒂烏斯
卡爾·皮特斯·法布里蒂烏斯（Carel Pietersz. Fabritius，1622年2月27日—1654年10月12日），17世紀荷蘭畫家。他是林布蘭的學生，並曾在林布蘭位於阿姆斯特丹的工作室工作。法布里蒂烏斯是台夫特學派的成員，他發展了自己的藝術風格，並嘗試了透視和照明。
1654年10月12日，台夫特軍火庫發生爆炸，近四分之一的城市遭摧毀，法布里蒂烏斯亦在這場事故中喪生，得年32歲。
他的著名作品包括《台夫特風景》（1652年）、《金翅雀》（1654年）和《哨兵》（1654年）。